# Vit'ali Daraselia (calciatore 1978)
Vit'ali Daraselia (in georgiano ვიტალი დარასელია?, in russo Виталий Витальевич Дараселия?, Vitalij Vital'evič Daraselija; 27 settembre 1978) è un ex calciatore georgiano, di ruolo centrocampista.

## Biografia
È figlio dell'omonimo ex calciatore Vit'ali Daraselia.

## Palmarès

### Club

#### Competizioni nazionali
- Campionato georgiano: 1

Dinamo Tbilisi: 2002-2003
- Coppa di Georgia: 2

Dinamo Tbilisi: 2002-2003, 2003-2004
- Supercoppa di Georgia: 1

Dinamo Tbilisi: 2005

#### Competizioni internazionali
- Coppa dei Campioni della CSI: 1

Dinamo Tbilisi: 2004

### Individuale
- Capocannoniere della Coppa dei Campioni della CSI: 1

2004 (6 reti)